# Banan (Syria)
Banan (arab. بنان) – miasto w Syrii, w muhafazie Aleppo. W 2004 roku liczyło 4186 mieszkańców.